# Merge (SQL)
MERGE 문은 조건에 따라 UPDATE 또는 INSERT를 실행한다. UPDATE 및 INSERT를 결합한 작업을 수행하기 때문에 UPSERT라는 별명을 가지고 있다.

## 표준 구문
SQL : 2003에서 표준 SQL에 도입된 구문은 다음과 같다.
```
 
MERGE
 
INTO
 
주로
 
테이블
 
USING
 
서브
 
테이블
 
ON
 
(
조건
)

   
WHEN
 
MATCHED
 
THEN

     
UPDATE
 
SET
 
컬럼
1
 
=
 
값
1
 
[,
 
컬럼
2
 
=
 
값
2
 
...]

   
WHEN
 
NOT
 
MATCHED
 
THEN

     
INSERT
 
(
컬럼
1
 
[,
 
컬럼
2
 
...])
 
VALUES
 
(
값
1
 
[,
 
값
2
 
...])

```

- Oracle Database[1]
- DB2[2]
- Microsoft SQL Server[3]
- Firebird[4]

## 비표준 구문
데이터베이스 제품 중 일부는 비표준 구문에서 유사한 기능을 제공하는 것도 있다.
- MySQL은 INSERT ... ON DUPLICATE KEY UPDATE 및 REPLACE 구문을 채용하고 있다.[5][6]
- SQLite는 INSERT OR REPLACE INTO와 REPLACE 구문을 채용하고 있다.[7]